# Kapelle zu den 14 Nothelfern (Stettenhofen)

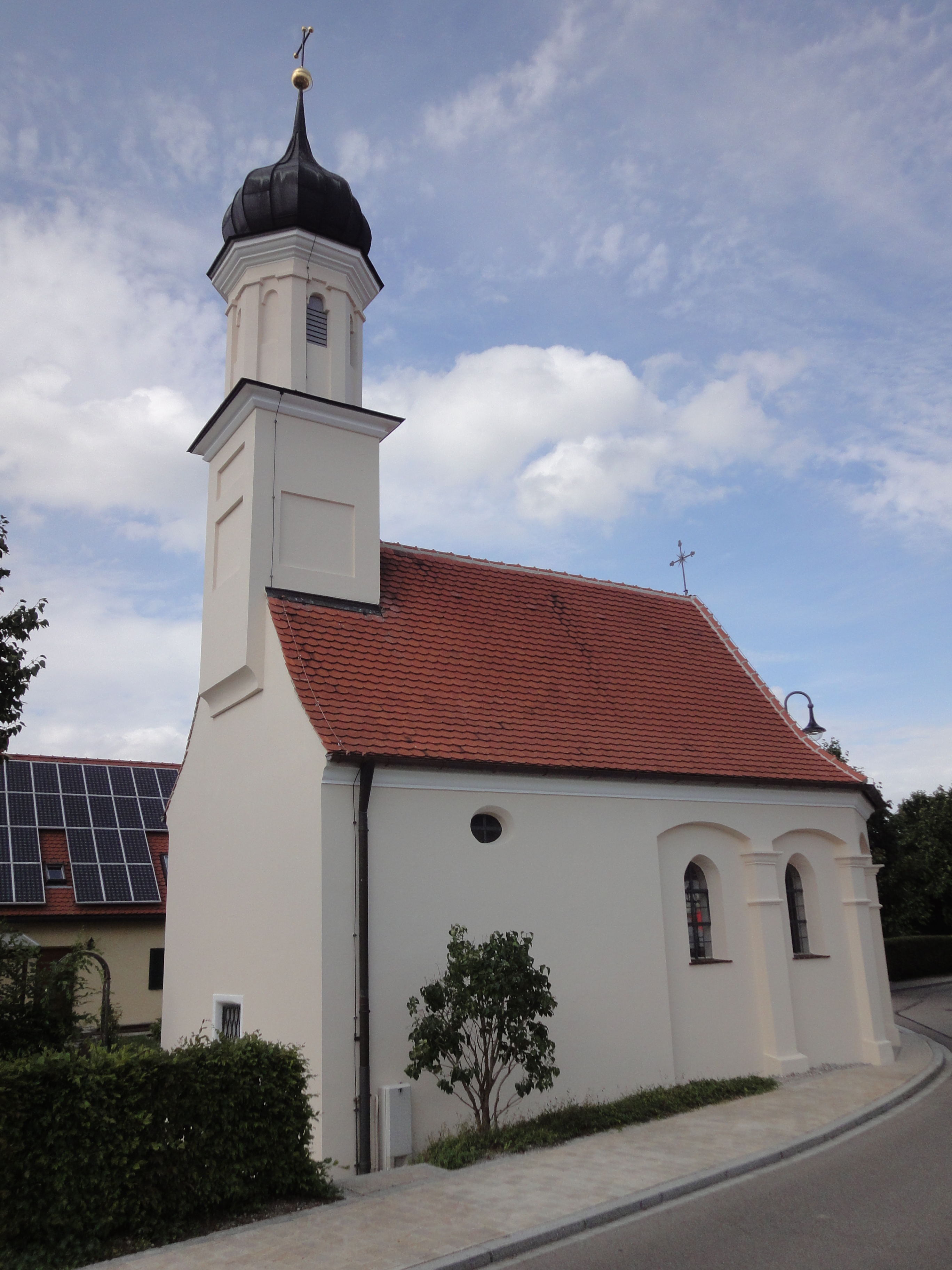
Kapelle zu den 14 Nothelfern in Stettenhofen

Die römisch-katholische Kapelle zu den 14 Nothelfern steht in Stettenhofen, einem Gemeindeteil von Langweid am Lech im schwäbischen Landkreis Augsburg in Bayern. Das Bauwerk ist in der Liste der Baudenkmäler in Langweid am Lech als Baudenkmal unter der Nr. D-7-72-171-15 eingetragen.

## Beschreibung
Die Kapelle wurde 1697 errichtet. Sie besteht aus einem Langhaus und einem dreiseitig geschlossenen Chor im Osten, der mit Blenden gegliedert ist, die von Pilaster flankiert werden. Über der Fassade im Westen erhebt sich ein quadratischer Giebelreiter, dessen Obergeschoss mit Pilastern an den acht Ecken den Glockenstuhl beherbergt, auf dem eine Zwiebelhaube sitzt. Der Innenraum des Langhauses ist mit einer Flachdecke überspannt. Auf dem Altarretabel des Hochaltars hat 1738 Johann Georg Lederer die Vierzehn Nothelfer dargestellt.